# 名古屋市立滝ノ水小学校

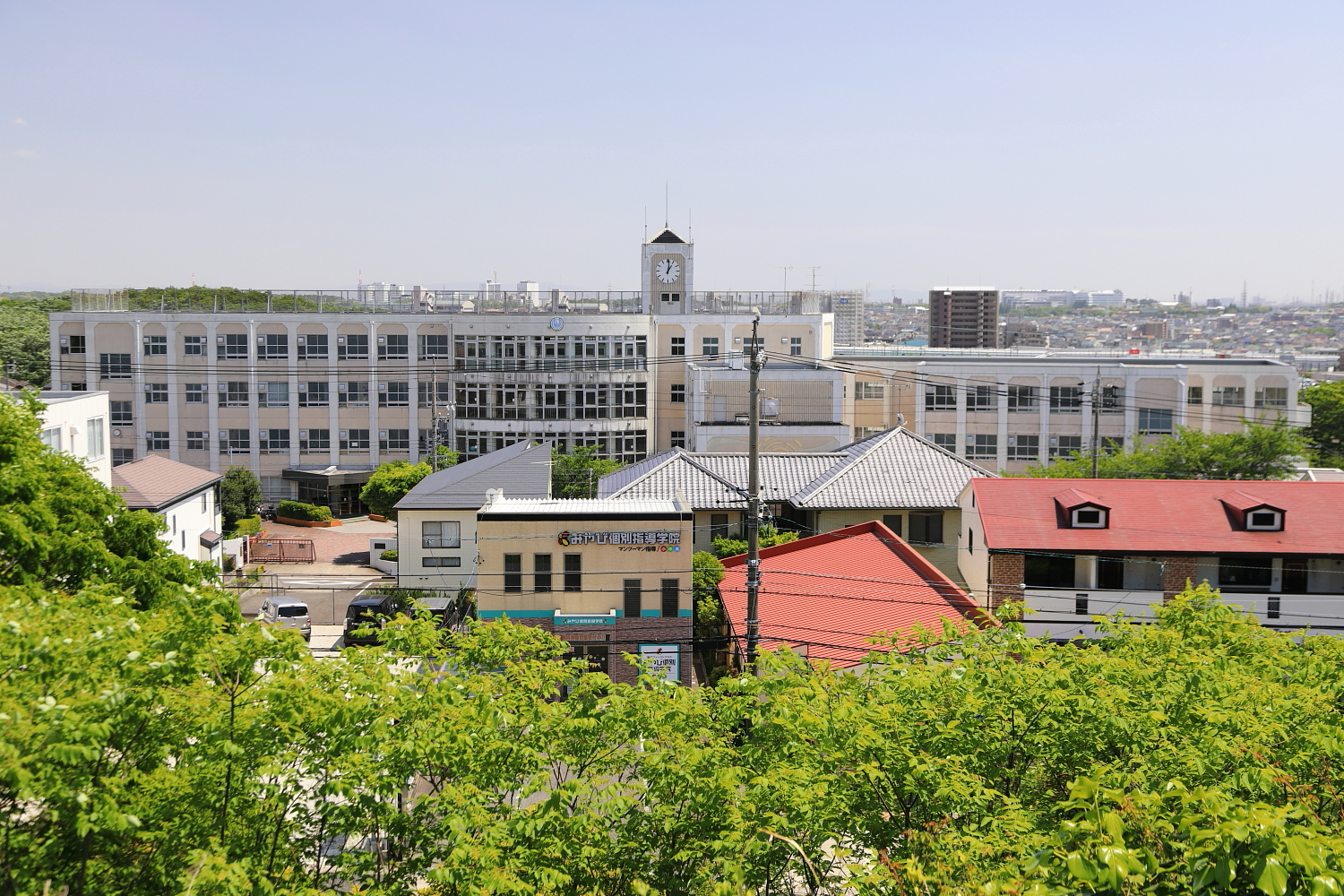
滝の水公園より望む滝ノ水小学校
（2020年（令和2年）5月）

名古屋市立滝ノ水小学校（なごやしりつ たきのみずしょうがっこう）は、愛知県名古屋市緑区滝ノ水一丁目にある公立小学校。

## 沿革
- 1990年（平成2年） - 名古屋市立滝ノ水小学校として開校[1]。
- 1993年（平成5年） - 所在地の住所変更により、現住所となる[1]。
- 1998年（平成10年） - 特別支援学級「ひまわり」が設置される[1]。
- 2001年（平成13年） - 特別支援学級「さくら」が設置される[1]。
- 2003年（平成15年） - 名古屋市立小坂小学校が独立する[1]。

## 委員会
- 企画委員会[3]
- 放送委員会[3]
- 図書委員会[3]
- 体育委員会[3]
- 保健委員会[3]
- 給食委員会[3]
- 園芸緑化委員会[3]
- 環境美化委員会[3]
- 掲示委員会[3]
- 集会委員会[3]

## 部活動
- 野球部[4]
- ソフトボール部[4]
- バレーボール部[4]
- サッカー部[4]
- バスケットボール部[4]
- 合唱部[4]

## 通学区域
- 全域が名古屋市緑区に含まれる。
  - 旭出三丁目（一部）[5]
  - 大形山（一部）[5]
  - 上旭一丁目・同二丁目[5]
  - 神沢三丁目（一部）[5]
  - 篠の風三丁目（一部）[5]
  - 滝ノ水一丁目・同二丁目・同五丁目[5]

## 進学先
- 名古屋市立滝ノ水中学校[6]

## 交通
- 名古屋市営バス相生11号系統・鳴子12号系統 滝の水公園停留所下車 東へ200m[2]
- 名鉄バス 鳴海-神沢循環系統 滝ノ水口停留所下車 北東へ400m[2]